# Russian Circles
Russian Circles est un groupe de post-rock et post-metal américain, originaire de Chicago, dans l'Illinois. Composé de trois membres originaires et semblables à leurs copains de leur ville natale, Pelican, Russian Circles joue de la musique épique qui s'étend et parcourt la gamme du heavy metal apparenté au sludge, jusqu'aux passages softs, délicats et mélodieux. Ils sont également connus pour leurs lives énergiques, qui incluent les tournées avec Minus the Bear et Chin Up Chin Up, jusqu'à SXSW (South by Southwest) en 2006.
Formé vers la fin 2004 par le guitariste Mike Sullivan et le bassiste Colin DeKuiper (tous les deux autrefois membres d'un autre groupe instrumental Dakota/Dakota) ils ont rapidement recruté Dave Turncrantz, autrefois membre d'un groupe de St Louis, Riddle of Steel. En live, le groupe est connu pour être capable de répliquer et amplifier les sons enregistrés par les pédales de « sampling et loop » de Sullivan et de DeKuiper.

## Biographie

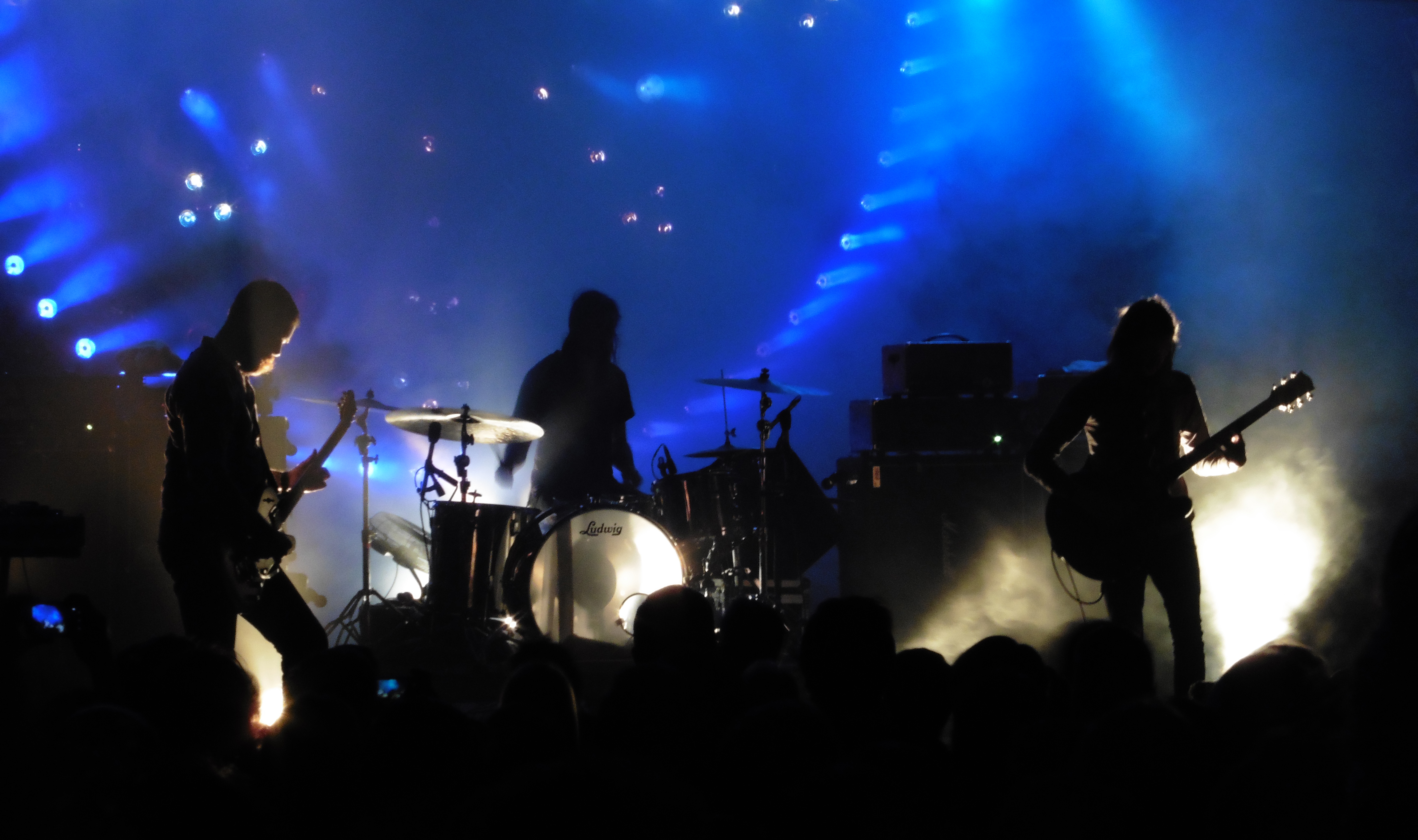
Russian Circles sur scène à Madrid en 2015.

Le groupe est formé à la fin de 2004 par le guitariste Mike Sullivan, et le bassiste Colin DeKuiper (Tous deux issus d'un autre groupe instrumental Dakota/Dakota), rapidement rejoints par le batteur Dave Turncrantz, issu du groupe Riddle of Steel. En automne 2007, il est annoncé que le groupe avait des différends avec Colin DeKuiper. En conséquence, la basse de leur album Station est joué par le bassiste Brian Cook. Le troisième album du groupe, Geneva, est publié le 20 octobre 2009 et atteint la 24e place des Billboard Heatseekers.
En 2011, Russian Circles signe au label Sargent House, qui rééditait pendant les années précédentes les albums du groupe en format vinyle. Leur quatrième album studio, Empros, est publié le 25 octobre 2011. Une tournée avec Deafheaven suit la sortie. En mai, 2013, le groupe se lance dans l'enregistrement d'un cinquième album, produit par Brandon Curtis. Memorial est publié à la fin d'octobre 2013, et fait participer Chelsea Wolfe au chant. Ensemble, ils font une tournée européenne et britannique en fin d'année.
Russian Circles publie son sixième album studio, Guidance, le 5 août 2016 chez Sargent House. L'album est produit par Kurt Ballou de Converge.

## Membres

### Membres actuels
- Mike Sullivan - guitare
- Dave Turncrantz - batterie
- Brian Cook - basse

### Ancien membre
- Colin DeKuiper - basse

## Discographie

### Albums studio
- 2006 : Enter
- 2008 : Station
- 2009 : Geneva
- 2011 : Empros
- 2013 : Memorial
- 2016 : Guidance
- 2019 : Blood Year
- 2022 : Gnosis

### EP
- 2004 : Russian Circles

### Singles
- 2006 : Upper Ninety
- 2008 : Russian Circles / These Arms are Snakes